# 帕尔米略
帕尔米略（法語：Parmilieu，法語發音：[paʁmiljø]）是法国伊泽尔省的一个市镇，属于拉图尔迪潘区。

## 地理
帕尔米略（45°50'25"N, 5°21'18"E）面积12.83 平方千米，位于法国奥弗涅-罗讷-阿尔卑斯大区伊泽尔省，该省份为法国东南部内陆省份，北起顺时针与安省、萨瓦省、上阿尔卑斯省、德龙省、阿尔代什省、卢瓦尔省和罗讷省。
与帕尔米略接壤的市镇（或旧市镇、城区）包括：韦尔特里约、拉巴尔姆莱格罗特、沙雷特、波尔雪-昂布拉尼约、圣博迪耶德拉图尔。

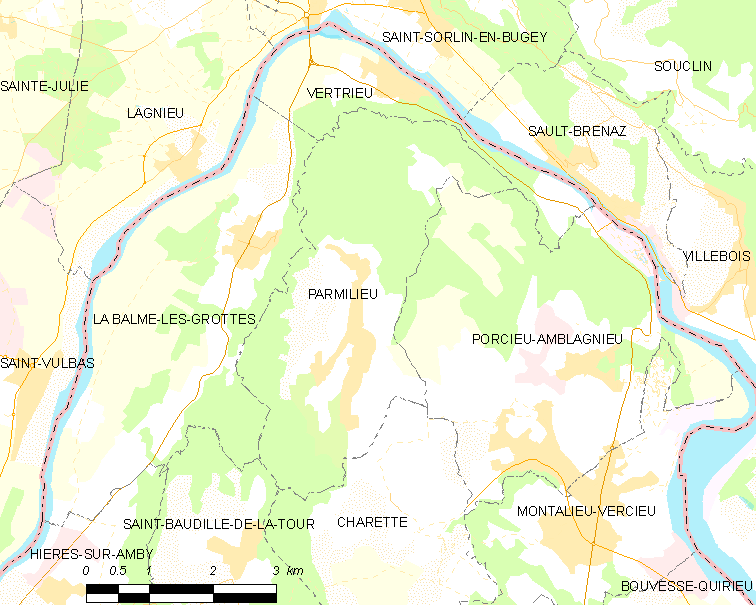
帕尔米略的OSM定位图

帕尔米略的时区为UTC+01:00、UTC+02:00（夏令时）。

## 行政
帕尔米略的邮政编码为38390，INSEE市镇编码为38295。

## 政治
帕尔米略所属的省级选区为莫雷斯泰勒县。

## 人口

1962-2008年间帕尔米略人口变化图示

帕尔米略于2022年1月1日时的人口数量为727人。